# Sorkuncuk, Sivas
Sorkuncuk là một xã thuộc thành phố Sivas, tỉnh Sivas, Thổ Nhĩ Kỳ. Dân số thời điểm năm 2011 là 19 người.